# Ventrifossa garmani
Ventrifossa garmani är en fiskart som först beskrevs av Jordan och Gilbert, 1904.  Ventrifossa garmani ingår i släktet Ventrifossa och familjen skolästfiskar. Inga underarter finns listade i Catalogue of Life.